# Cattedrale di Saint-Pol-de-Léon
L'ex cattedrale di Saint-Pol-de-Léon, ufficialmente Saint-Paul-Aurélien de Saint-Pol-de-Léon, è la vecchia cattedrale di Saint-Pol-de-Léon, nella regione della Bretagna, in Francia.
Classificata come monumento storico dal 1840, è uno dei più antichi esempi di architettura gotica della regione. 
La chiesa è dedicata a Paolo Aureliano, primo vescovo di Saint-Pol-de-Léon nel VI secolo. Col concordato del 1801 venne privata del titolo di cattedrale, e la diocesi locale confluì in quella di Quimper. Nel 1901 venne però elevata a "basilica minore dell'Annunciazione".

## Storia e descrizione

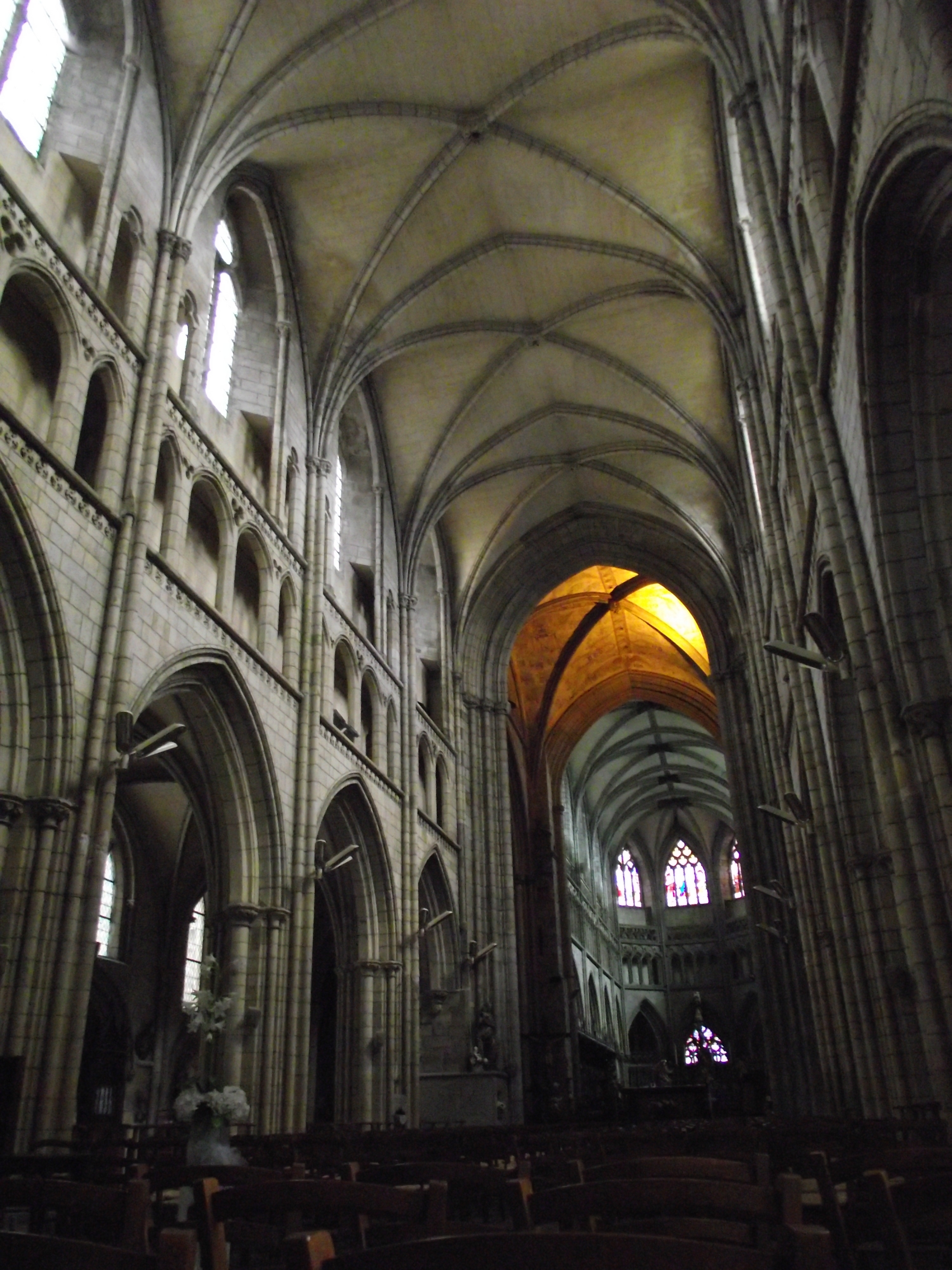
veduta dell'interno.

Costruita al posto di una chiesa romana, di cui restano alcune vestigia, il monumento è stato edificato per tappe fra il XIII e il XVI secolo. La facciata ovest con due grandi torri e la navata in pietra calcarea di Caen attestano questa filiazione materiale e stilistica normanna (XIII secolo). Il transetto ed il coro risalgono invece agli inizi del XV secolo. Il deambulatorio e la cappella sud sono stati completati nel XVI secolo. Fu terminata nella seconda metà del cinquecento.

## Opere d'arte
Oltre al suo grande interesse architetturale, la cattedrale ospita una serie di curiosità artistiche insolite. Per un percorso rapido, vengono qui di seguito sottolineate particolarità che non esauriscono, beninteso, la ricchezza dell'edificio:
- I 72 stalli del coro intagliati in legno di castagno nel 1512[1].
- Le reliquie a campana celtica di Saint-Paul-Aurelien, una delle più antiche campane carolingie della Bretagna e, in un tubo di cristallo, una spina della corona del Cristo.
- Le scatole dei crani, in tutto 32, che ricordano l'usanza bretone (fino all'Ottocento) di riesumare gli scheletri dopo 5 anni dalla sepoltura per far posto ai nuovi defunti. Le ossa venivano riposte nell'ossario, mentre i teschi venivano posti in "scatole" apposite e resi alle famiglie.
- La lapide di Marie-Amice Picard indicante il posto dove fu inumata una delle figure più straordinarie di tutta la storia del misticismo. Morta nel 1652, la donna attirò l'attenzione dei grandi geni d'Europa, avendo vissuto 17 anni senza nutrirsi e subito quindi il martirio.
- Il grande organo della cattedrale, costruito tra il 1657 e il 1660 dagli inglesi Robert e Thomas Dallam: un monumento storico composto da 2118 canne.
- Un sarcofago romano che pare sia la sepoltura di Conan Meriadoc, primo re cristiano di Bretagna nonché marito di Sant'Orsola, morto nel 395.
- Il ciborio contenente la santa Eucaristia. Sovrastante l'antico altare maggiore ha la forma di una palma, simbolo dell'eternità e della resurrezione. Esistono, in Francia, 3 cibori simili ad Amiens, Reims e Saint Germain.
- Il fonte battesimale a baldacchino, sublime opera tardo-gotica in legno intagliato e traforato.
- L'altare di "Nostra-Signora del Carmelo", opera barocca in legno intagliato, dipinto e dorato, del XVII secolo.

## Galleria d'immagini

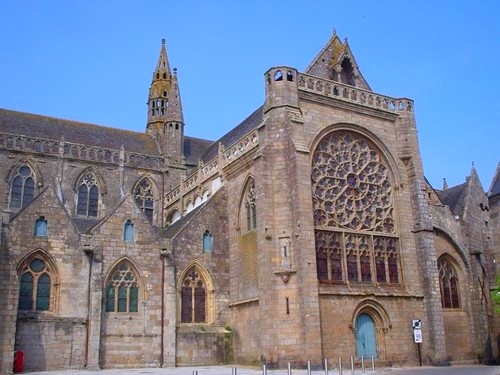
Il fianco meridionale.
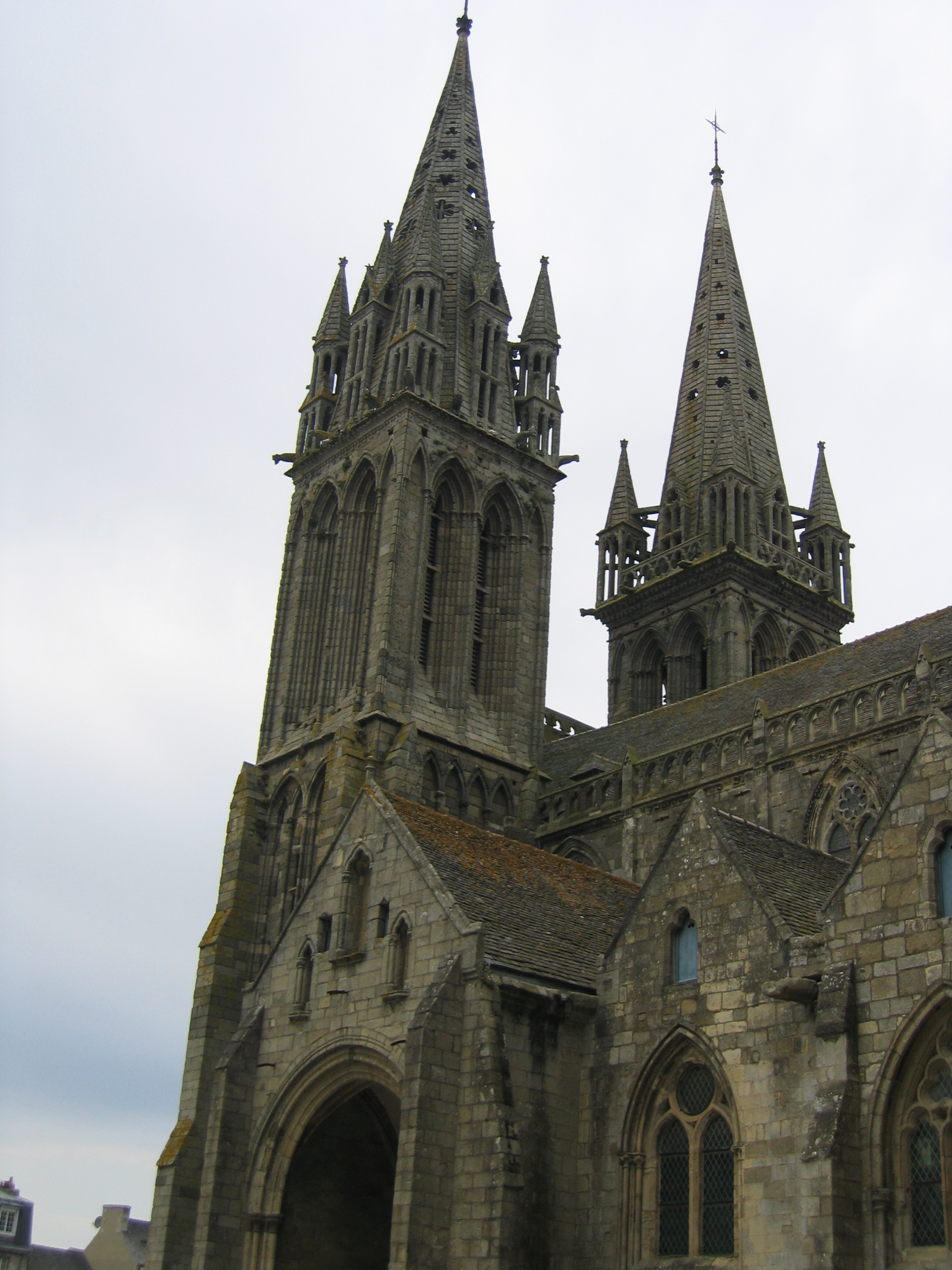
Veduta delle torri "normanne".
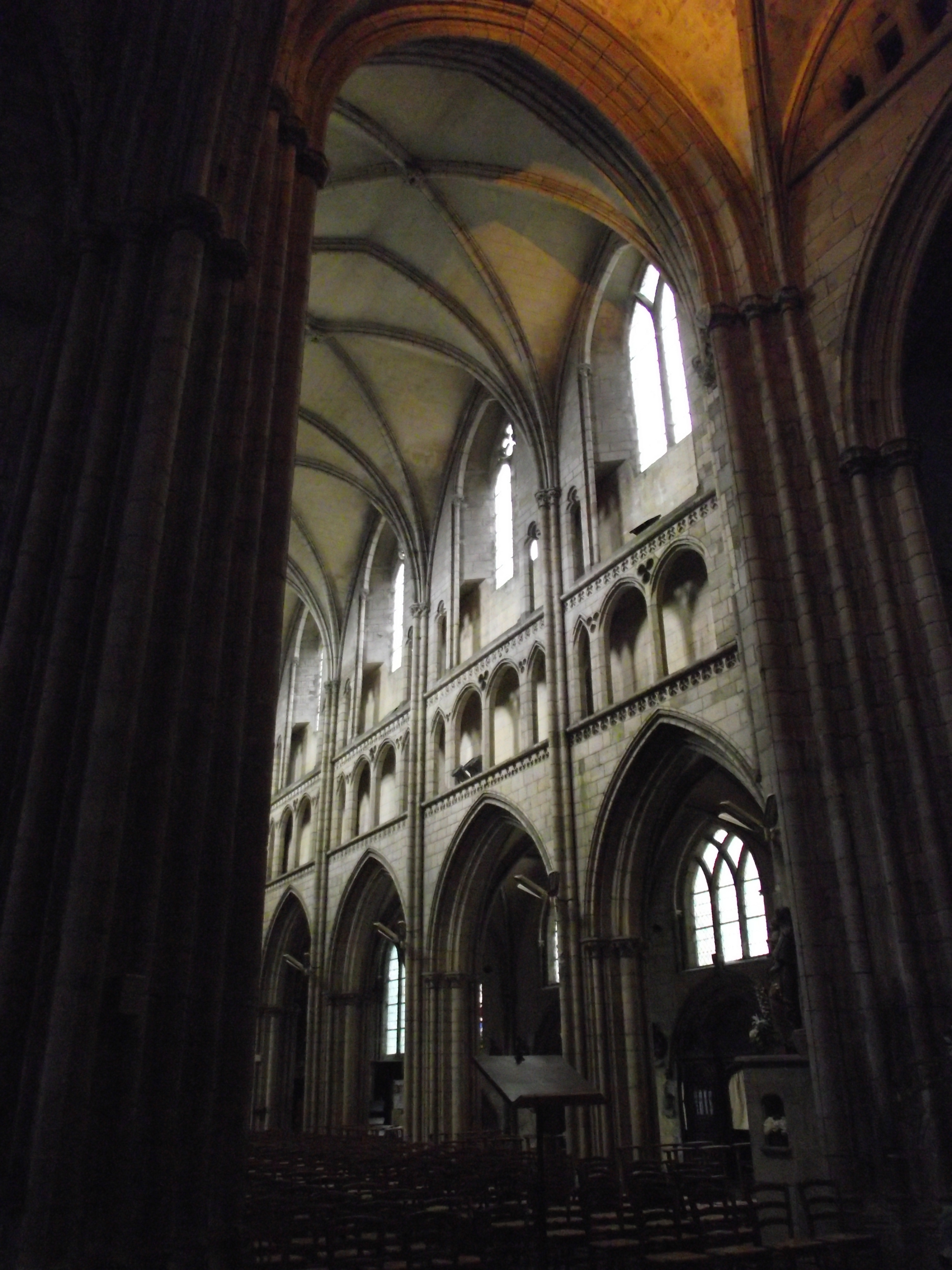
Veduta dell'interno.
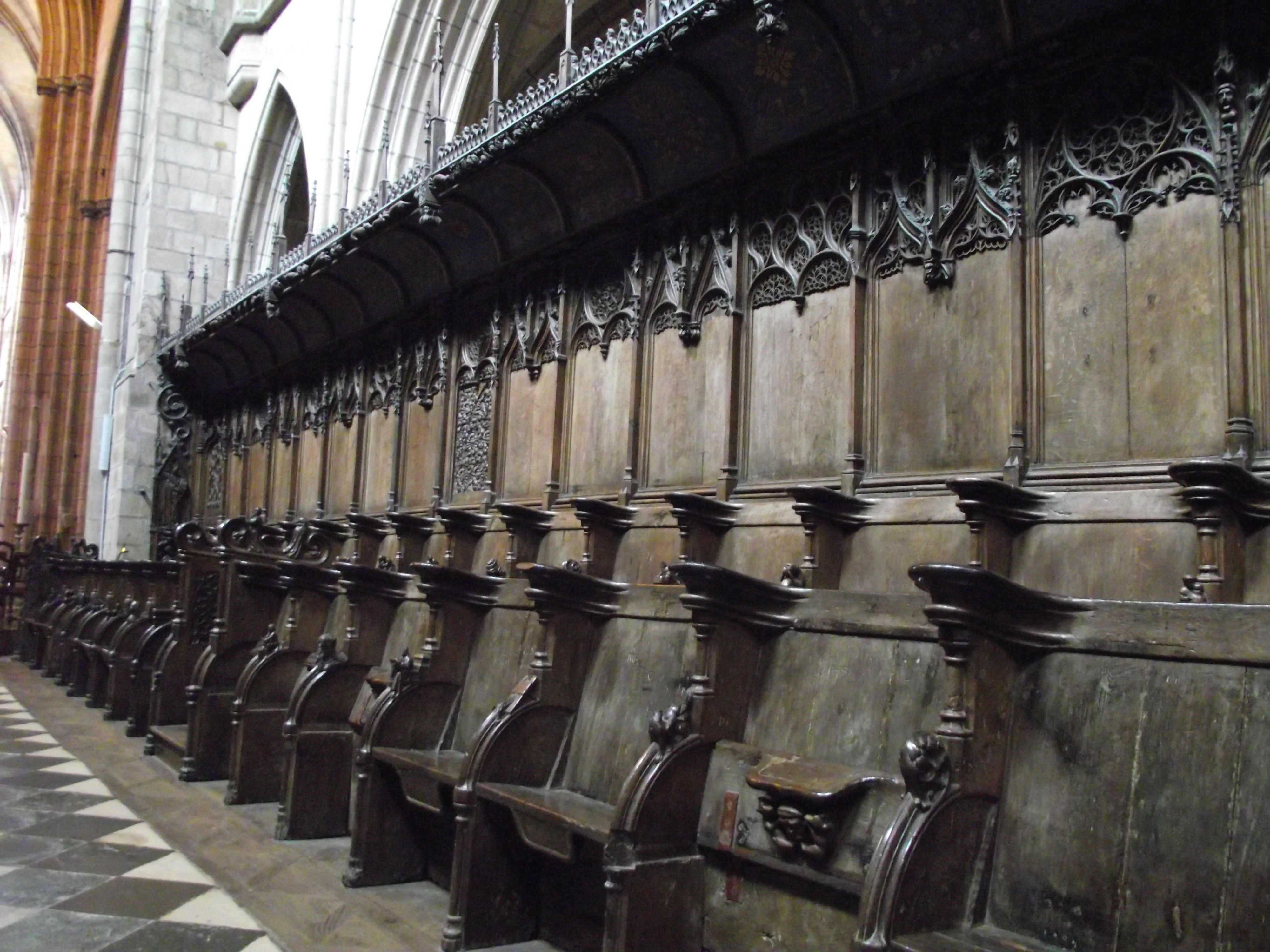
Gli stalli del coro del 1512.
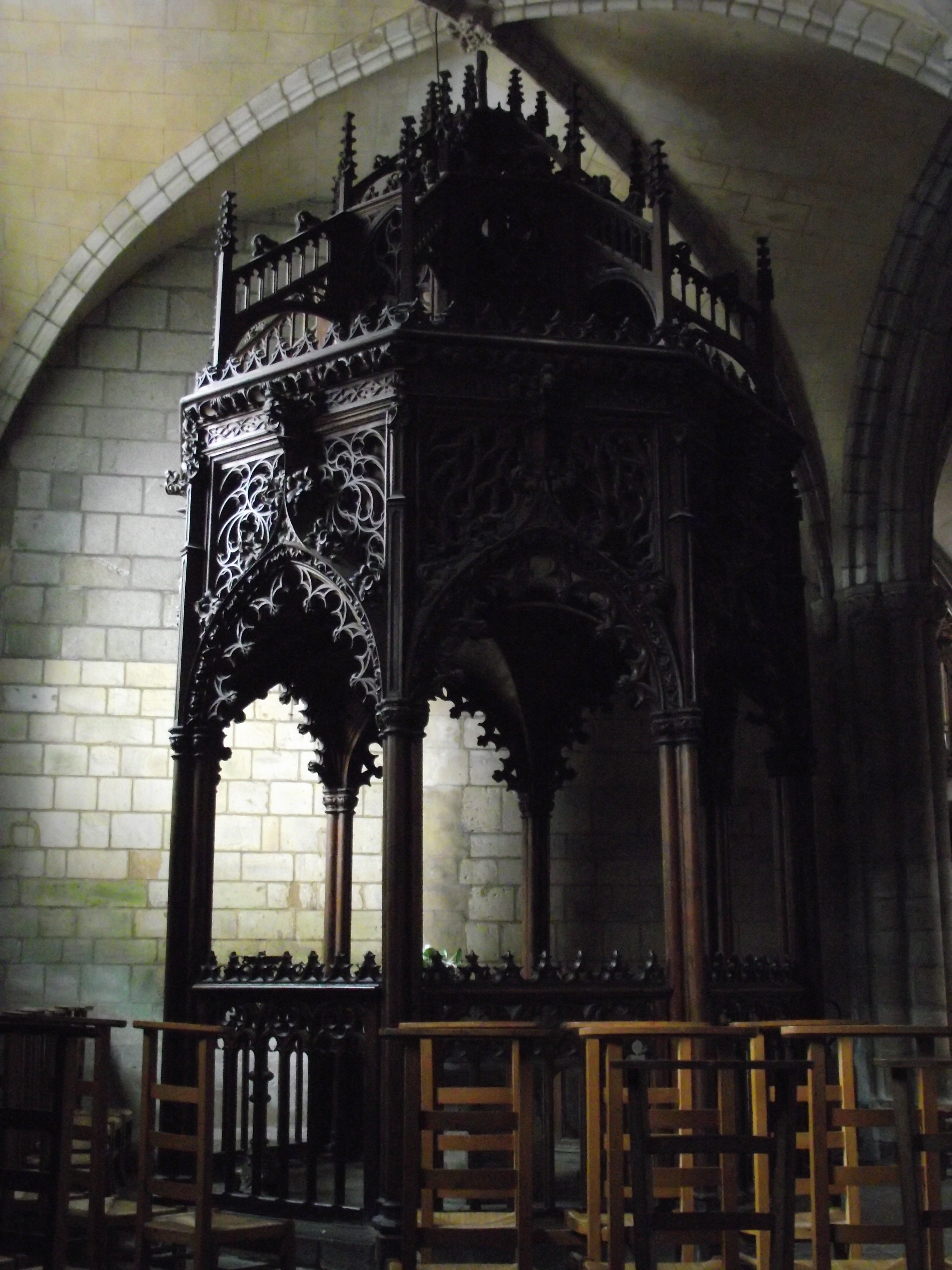
Il fonte battesimale tardo-gotico.
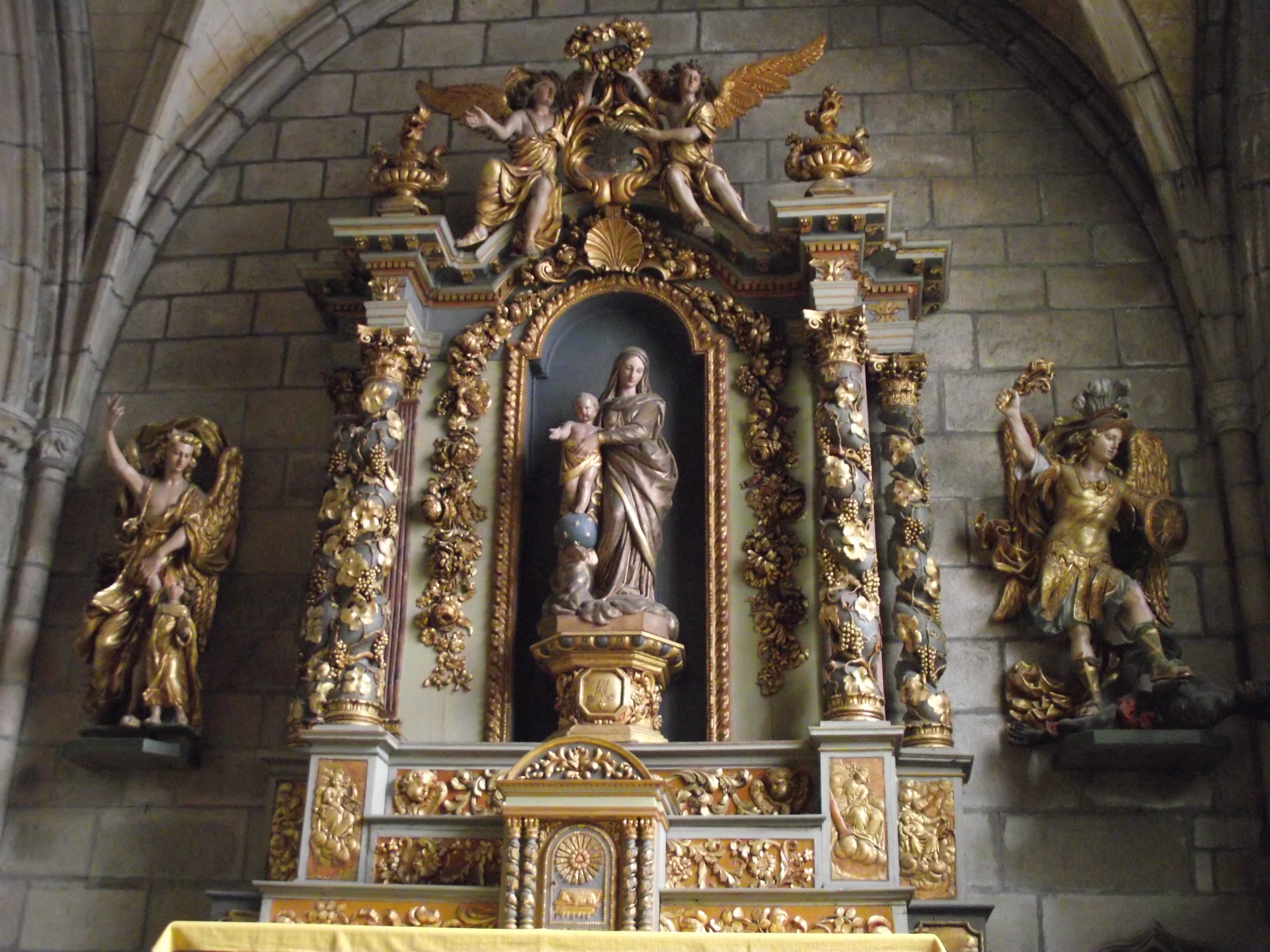
Altare barocco della "Madonna del Carmelo", XVII secolo.
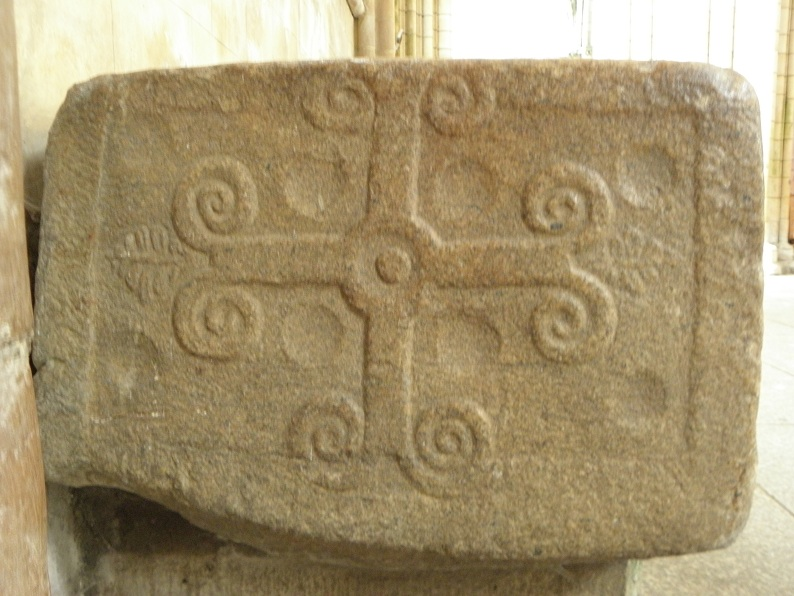
Sarcofago di Conan Meriadoc.